# Calliopsis
Calliopsis är ett släkte av bin. Calliopsis ingår i familjen grävbin.

## Bildgalleri

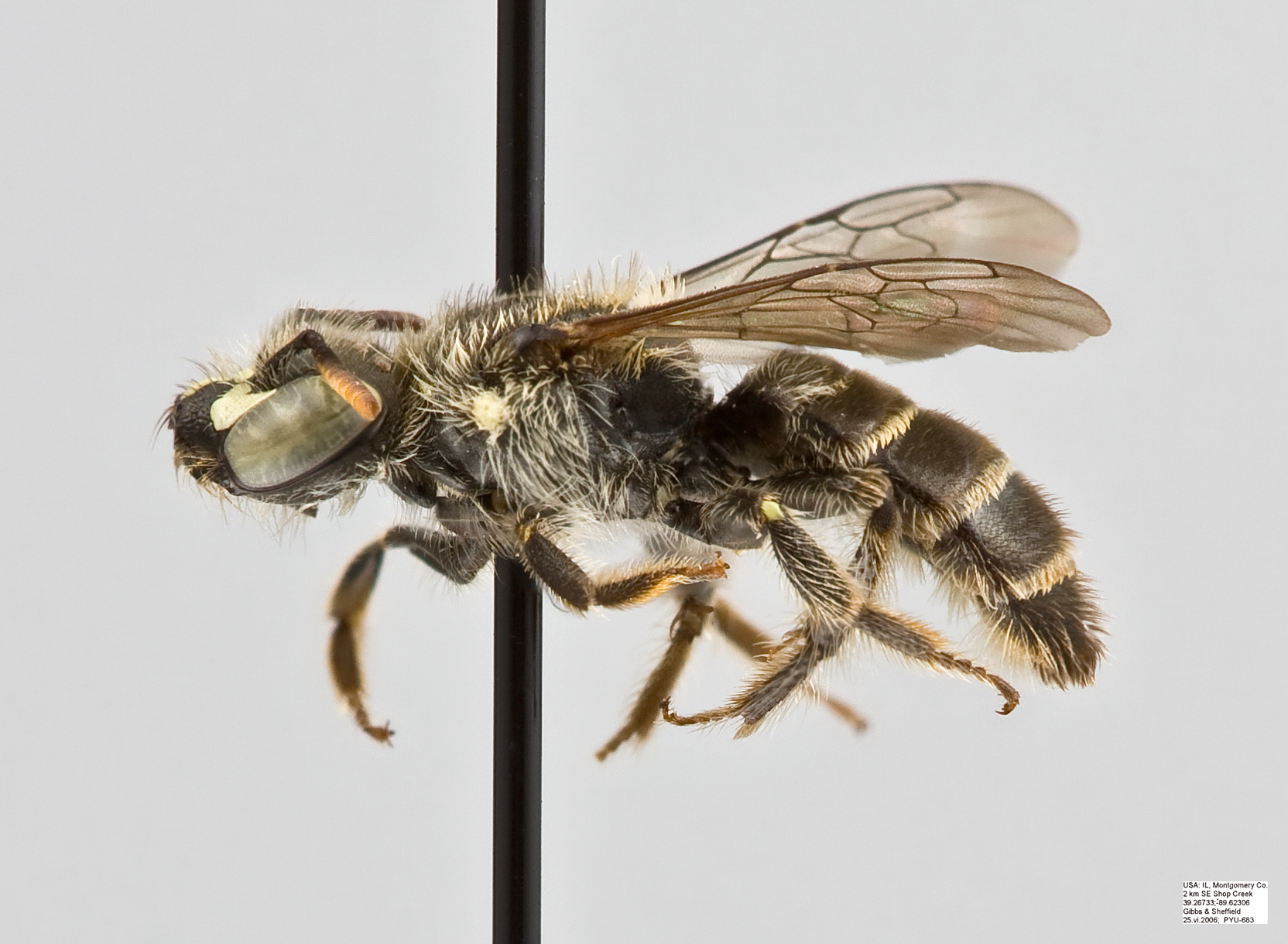
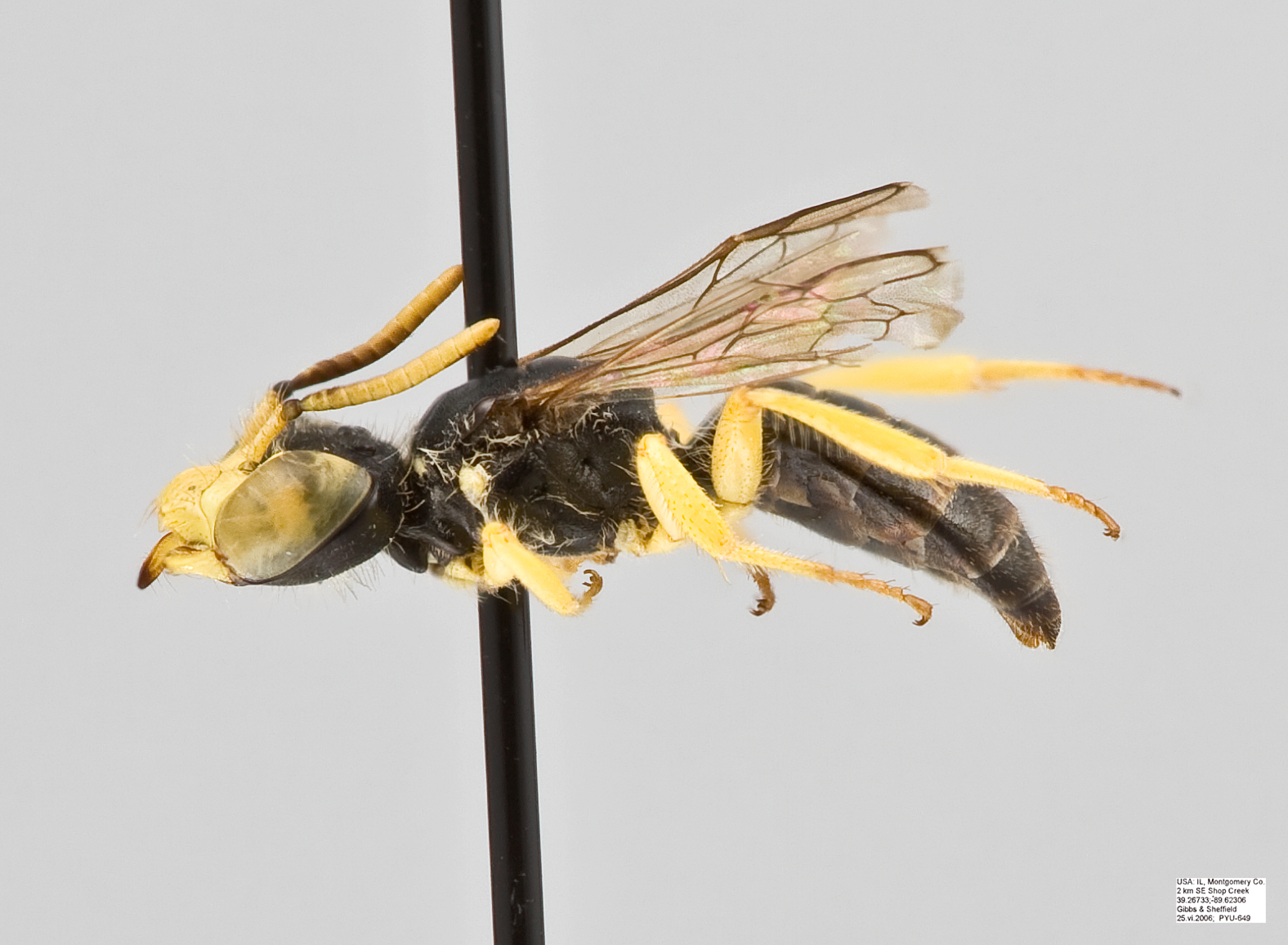
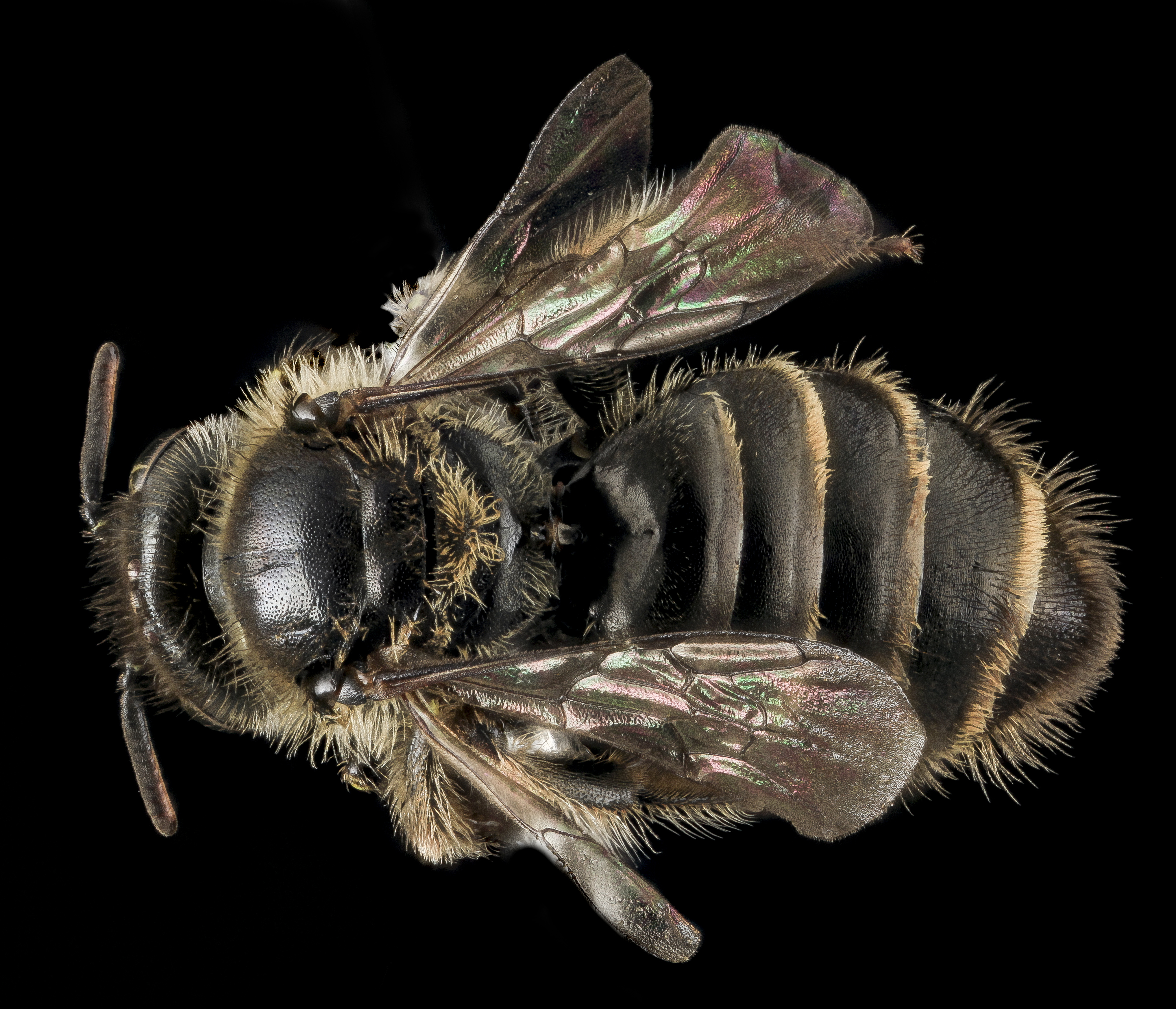
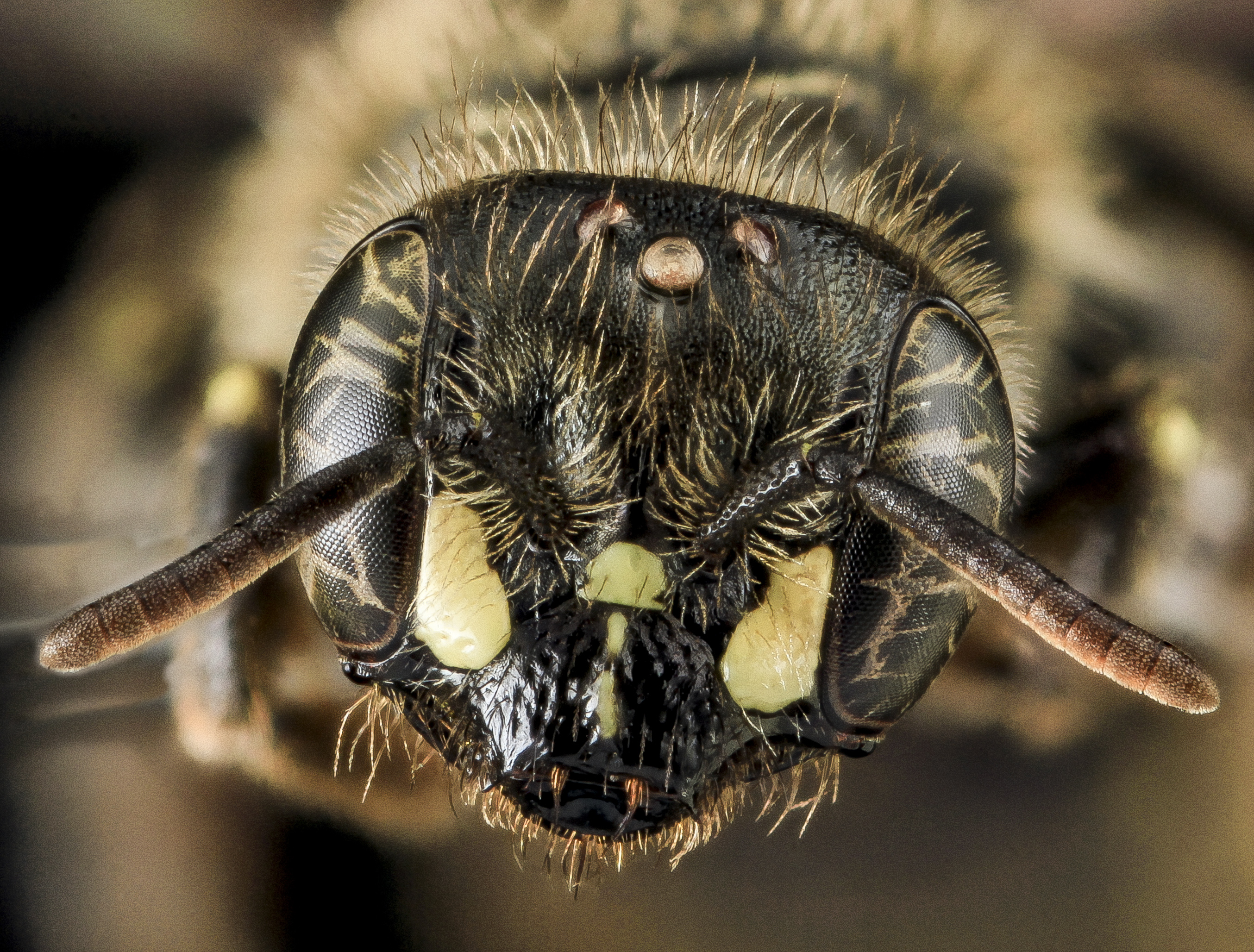
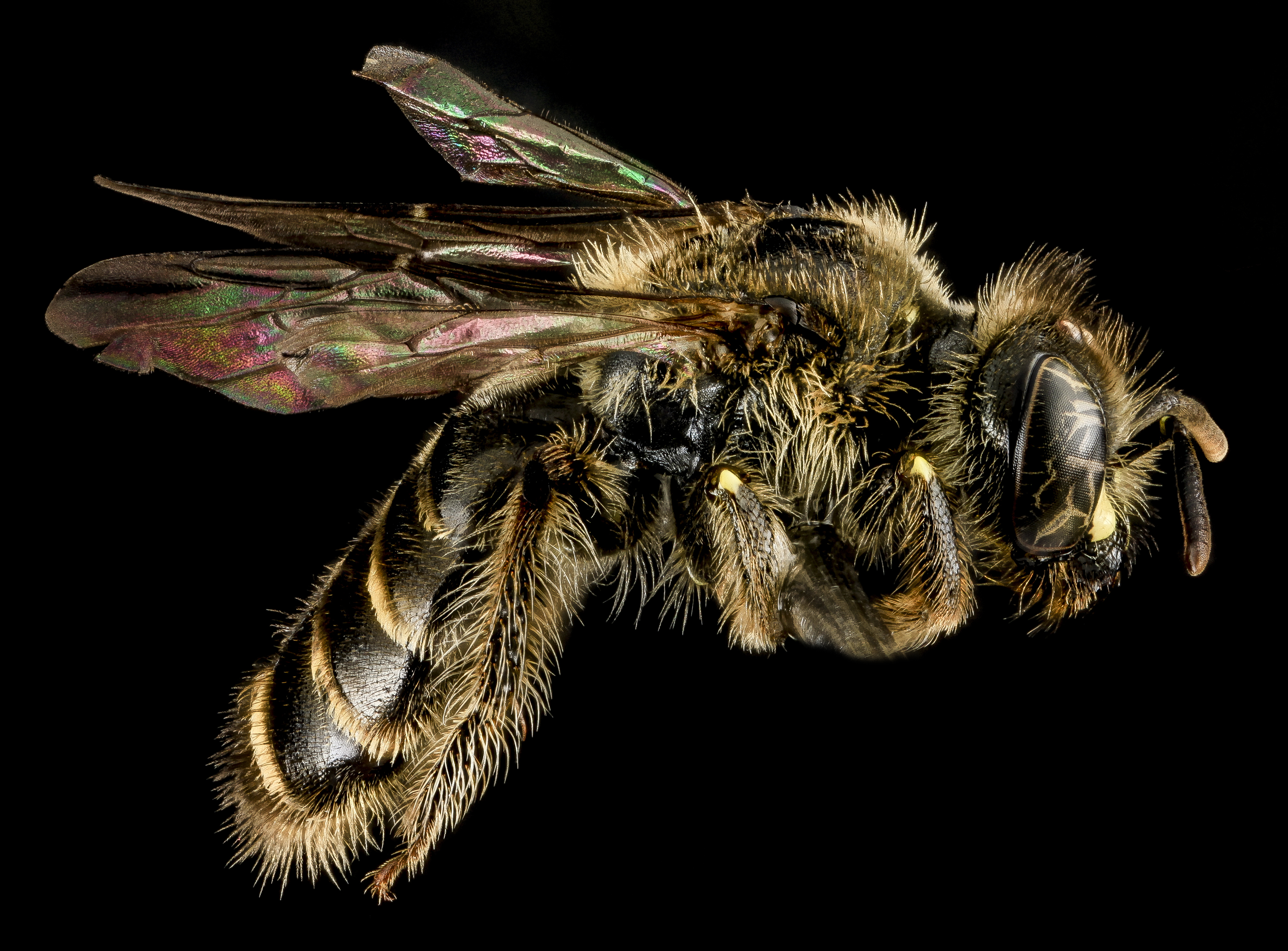
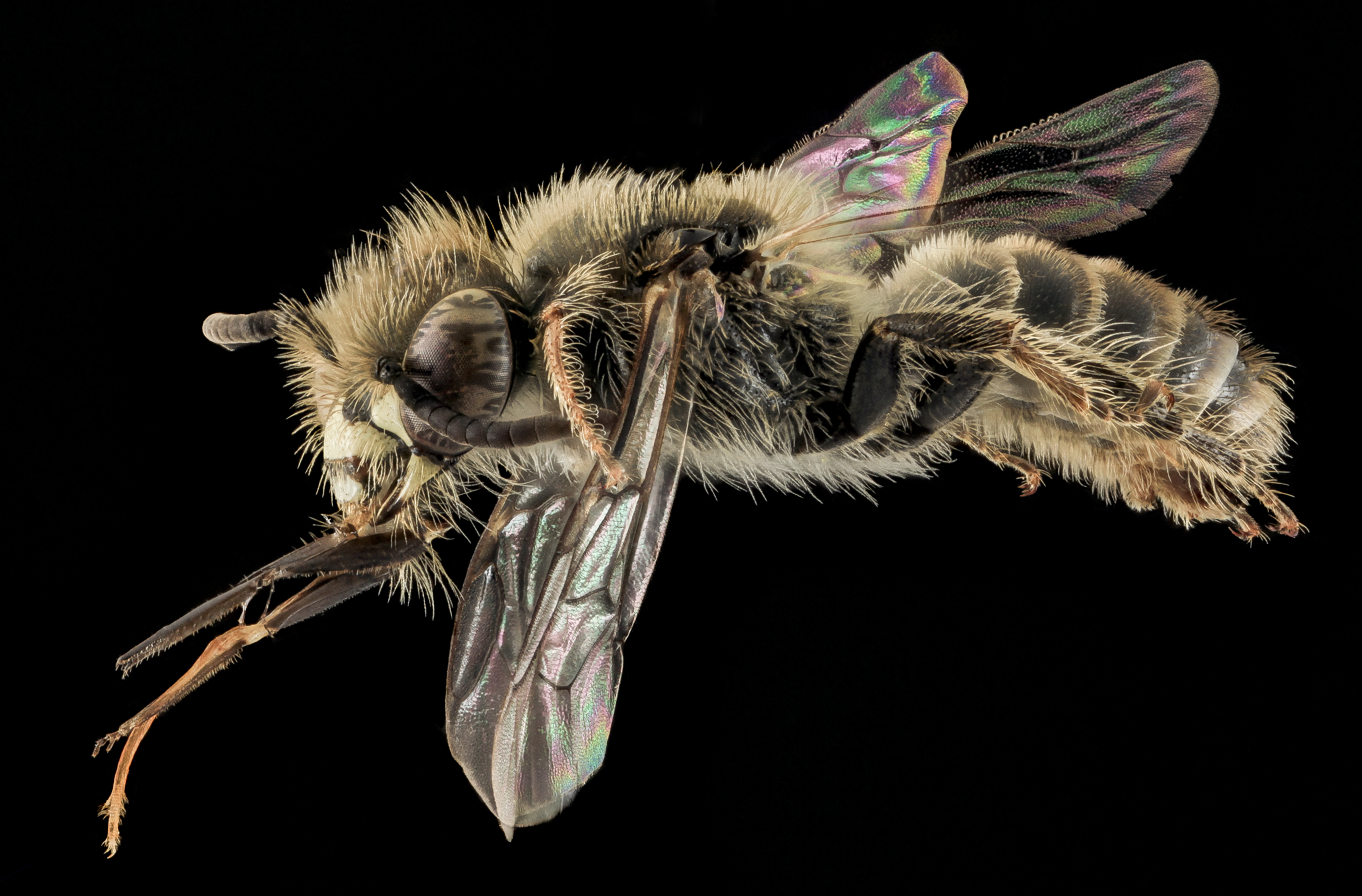

## Dottertaxa tillCalliopsis, i alfabetisk ordning[1]
- Calliopsis andreniformis
- Calliopsis anomoptera
- Calliopsis anthidia
- Calliopsis argentina
- Calliopsis australior
- Calliopsis azteca
- Calliopsis barbata
- Calliopsis barri
- Calliopsis beamerorum
- Calliopsis bernardinensis
- Calliopsis boharti
- Calliopsis callops
- Calliopsis callosa
- Calliopsis cazieri
- Calliopsis chlorops
- Calliopsis cincta
- Calliopsis coloradensis
- Calliopsis coloratipes
- Calliopsis comptula
- Calliopsis crypta
- Calliopsis deserticola
- Calliopsis edwardsii
- Calliopsis empelia
- Calliopsis filiorum
- Calliopsis flavifrons
- Calliopsis foleyi
- Calliopsis fracta
- Calliopsis fulgida
- Calliopsis gilva
- Calliopsis granti
- Calliopsis helenae
- Calliopsis helianthi
- Calliopsis hesperia
- Calliopsis hirsutifrons
- Calliopsis hirsutula
- Calliopsis hondurasica
- Calliopsis hurdiella
- Calliopsis interrupta
- Calliopsis kucalumea
- Calliopsis laeta
- Calliopsis larreae
- Calliopsis limbus
- Calliopsis linsleyi
- Calliopsis macswaini
- Calliopsis meliloti
- Calliopsis mellipes
- Calliopsis mendocina
- Calliopsis michenerella
- Calliopsis micheneri
- Calliopsis mourei
- Calliopsis nebraskensis
- Calliopsis nigromaculata
- Calliopsis obscurella
- Calliopsis pectidis
- Calliopsis peninsularis
- Calliopsis persimilis
- Calliopsis personata
- Calliopsis phaceliae
- Calliopsis philiphunteri
- Calliopsis puellae
- Calliopsis pugionis
- Calliopsis quadridentata
- Calliopsis quadrilineata
- Calliopsis rhodophila
- Calliopsis rogeri
- Calliopsis rozeni
- Calliopsis scitula
- Calliopsis scutellaris
- Calliopsis smithi
- Calliopsis snellingi
- Calliopsis solitaria
- Calliopsis sonora
- Calliopsis sonorana
- Calliopsis squamifera
- Calliopsis subalpina
- Calliopsis syphar
- Calliopsis teucrii
- Calliopsis timberlakei
- Calliopsis trifasciata
- Calliopsis trifolii
- Calliopsis unca
- Calliopsis verbenae
- Calliopsis xenopous
- Calliopsis xenus
- Calliopsis yalea
- Calliopsis zebrata
- Calliopsis zonalis
- Calliopsis zora